# 库佩

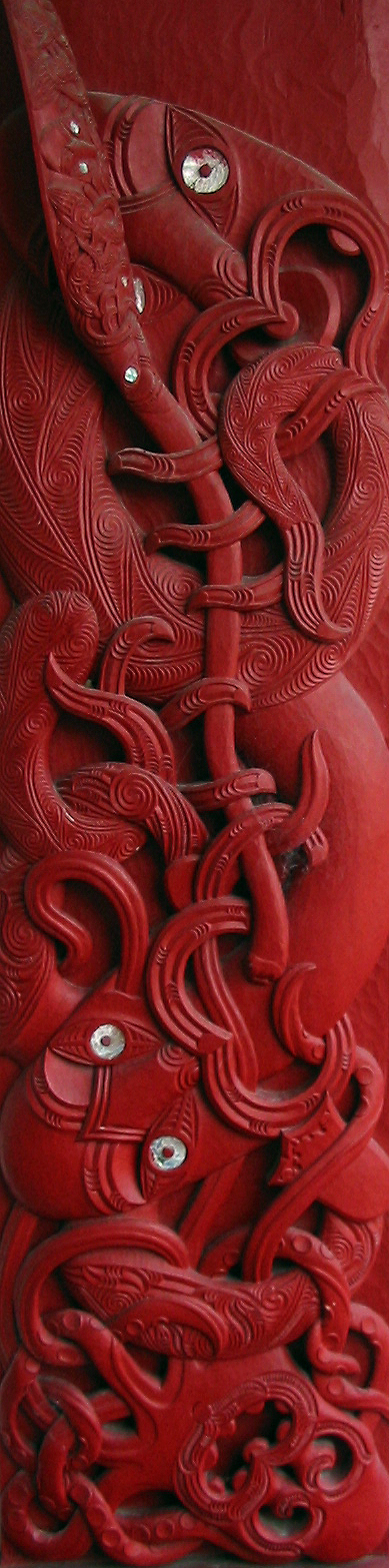
House carving showing Kupe (holding a paddle), with two sea creatures at his feet

库佩在紐西蘭部份毛利人部族的神秘传说中，是紐西蘭最初的发现者，大約在公元925年到達當地。
库佩来自毛利人的故土夏威克，他被很多毛利人部落奉为祖先，其事迹在毛利史诗和诗歌中广为传唱。
在公元800年的時候，有一位人叫庫佩（Kupe）愛上一個有夫之婦，然後有一天他就把她的丈夫殺死。庫佩害怕村莊的村民發現並且會報復，他就準備好他的生活用品，坐船逃離那個島。划船好幾個晝夜後庫佩終於看見一片很陌生的新土地，這個島特別大而且他又看見很長的一片白雲，所以庫佩就稱此地為奧特亞羅瓦（Aotearoa），意思就是「棉棉白雲下的大地」。之後庫佩就划船回到他家鄉，跟他村裡的各位報告說這一大塊新的島無人居住，土地肥沃，而且有一種特殊的巨鳥，後來被毛利人稱為「墨阿」（Moa），也就是「恐鳥」。